# Shanhe (köping i Kina, Heilongjiang)
Shanhe (kinesiska: 山河, 山河镇) är en köping i Kina. Den ligger i provinsen Heilongjiang, i den nordöstra delen av landet, omkring 120 kilometer söder om provinshuvudstaden Harbin. Antalet invånare är 62 977. Befolkningen består av 31 215 kvinnor och 31 762 män. Barn under 15 år utgör 11,0 %, vuxna 15-64 år 80 %, och äldre över 65 år 8,0 %.
Genomsnittlig årsnederbörd är 908 millimeter. Den regnigaste månaden är juli, med i genomsnitt 199 mm nederbörd, och den torraste är januari, med 8 mm nederbörd.